# Рудзіни (Любуське воєводство)
Рудзіни (пол. Rudziny, нім. Reuthau) — село в Польщі, у гміні Неґославиці Жаґанського повіту Любуського воєводства.
Населення — 191 особа (2011).
У 1975-1998 роках село належало до Зеленогурського воєводства.

## Демографія
Демографічна структура станом на 31 березня 2011 року:
|          | Загалом | Допрацездатний вік | Працездатний вік | Постпрацездатний вік |
| -------- | ------- | ------------------ | ---------------- | -------------------- |
| Чоловіки | 92      | 23                 | 66               | 3                    |
| Жінки    | 99      | 18                 | 62               | 19                   |
| Разом    | 191     | 41                 | 128              | 22                   |